# Vesna Pernarčič
Vesna Pernarčič, slovenska gledališka in filmska igralka, *1. avgust 1974, Ljubljana.

## Življenjepis
Vesna Pernarčič se je rodila v Ljubljani, kjer je tudi obiskovala osnovno šolo. Od drugega razreda dalje je sodelovala na RTV Ljubljana pri snemanju radijskih iger in kaset za otroke. V srednješolskih letih je obiskovala Dramsko šolo Barice Blenkuš in sodelovala pri sinhronizaciji risank na TV Ljubljana.
Svojo prvo profesionalno vlogo je odigrala v Gledališču ZATO na Ptuju. Takoj po študiju na Akademiji za gledališče, radio, film in televizijo je bila tri sezone zaposlena v Slovenskem stalnem gledališču Trst. Sodelovala je s Slovenskim ljudskim gledališčem Celje, Gledališčem Ptuj, ljubljansko SNG Dramo in Primorskim poletnim festivalom. Trenutno je članica ansambla Prešernovega gledališča Kranj. Pomemben del njenega opusa zaseda komedija.

## Zasebno življenje
Njen partner je igralec Andrej Murenc,  s katerim ima sina Krištofa. Iz prejšnjega zakona ima še dva sinova, Filipa in Lovra.

## Televizijske vloge
- Lepo je biti sosed (2008–2011, POP TV) – vloga Silvije (Silvike) Špeh
- Na terapiji (2011, POP BRIO) – vloga Zarjine mame
- Ena žlahtna štorija (2015–2017, Planet TV) – vloga Anice Špacapan, Bertova najstarejše hčere
- Mame (2017–2018, RTV Slovenija – vloga Julije Kranjc
- Skrito v raju (2024, POP TV) – vloga Meri Kovač

## Nagrade
Vesna Pernarčič je prejela naslednje nagrade:
- 2014 – Nagrada Prešernovega sklada
- 2013 – Zlati lev (za vlogo Marlene Dietrich na mednarodnem festivalu komornega gledališča Zlati lev v Umagu 2012)
- 2012 – Priznanje Združenja dramskih umetnikov Slovenije za umetniške dosežke v preteklem letu
- 2007 – Žlahtna komedijantka na Dnevih komedije v Celju (za vrsto likov a vrsto likov v Kishonovi komediji Bil je škrjanec)
- 2005 – Žlahtna komedijantka na Dnevih komedije v Celju za vlogo Nore 1 v predstavi Nora Nora Evalda Flisarja
- 2004 – Borštnikova nagrada za igro (za vlogo Edith v predstavi Piaf Edith Piaf)